# Edwin Soi
Edwin Cheruiyot Soi (* 3. březen 1986, Kericho) je keňský atlet, běžec, specializující se především na běh na 3000 a 5000 metrů.

## Kariéra
Velké úspěchy začínal Soi sbírat rokem 2006, kdy byl osmý na mistrovství světa v přespolních bězích ve Fukuoce a vyhrál zde týmovou soutěž. Účastnil se i světového atletického finále, kde byl shodně stříbrný v bězích na 3000 i na 5000 metrů.
V roce 2007 byl opět osmý na mistrovství světa v přespolních bězích, tentokrát v Mombase a opět zde vyhrál týmovou soutěž. Na světovém atletickém finále ve Stuttgartu si pak doběhl pro dvě zlaté medaile v bězích na 3000 a 5000 metrů. Tentýž rok dokázal ještě zvítězit v přespolním závodě v Le Mans.
V roce 2008 na halovém MS ve Valencii doběhl ve finále trojky na 4. místě a vyhrál přespolní závody v Bolzanu a v městečku San Giorgio su Legnano. Největšího úspěchu však dosáhl na olympiádě v Pekingu, kde si v běhu na 5000 metrů doběhl pro bronzovou medaili.

## Osobní rekordy
- 1500 m - 3:45,76
- 3000 m - 7:29,75
- 2 Míle - 8:16,98
- 5000 m - 12:52,40
- 10000 m - 27:14,83
- 10 km - 27:46,00